# Plan-relief

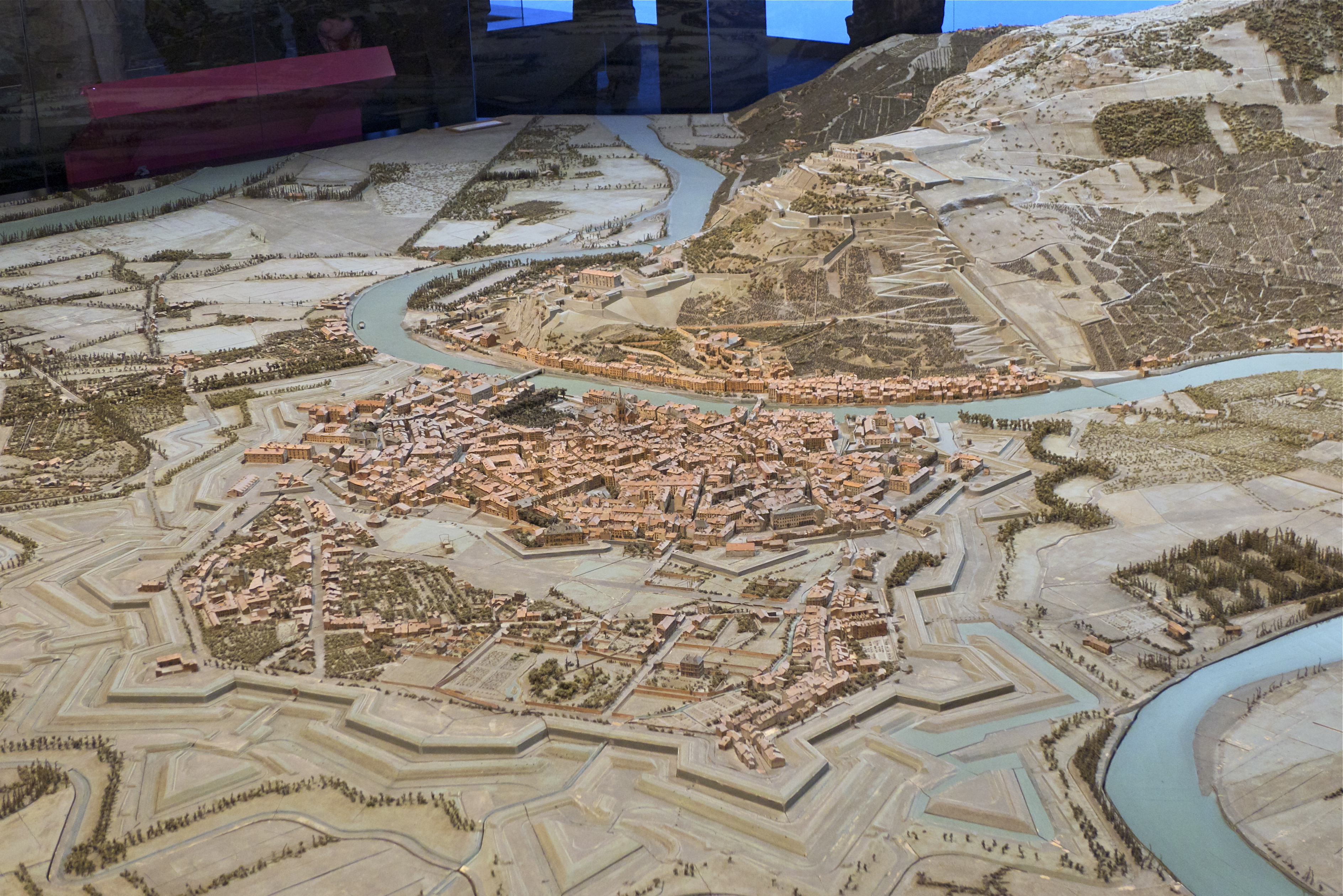
Plan-relief de Grenoble, conservé au Musée des plans-reliefs de Paris

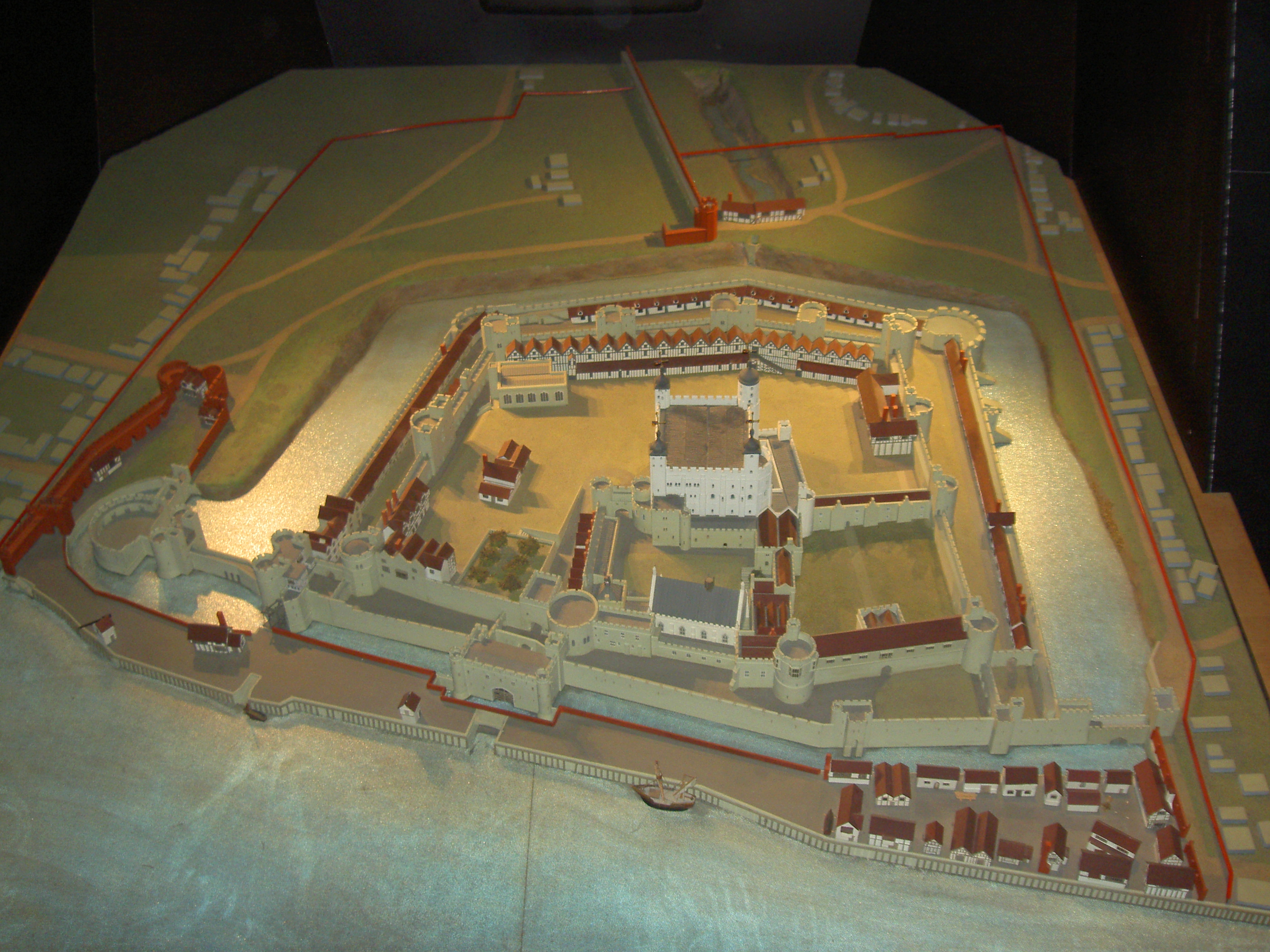
Plan-relief de la Tour de Londres.

Le plan-relief est un mode de représentation géographique en relief sous forme de maquette à l'échelle. Il fut d'abord un outil militaire utilisé pour visualiser des projets d'aménagements ou des campagnes concernant des sites fortifiés.

## Histoire

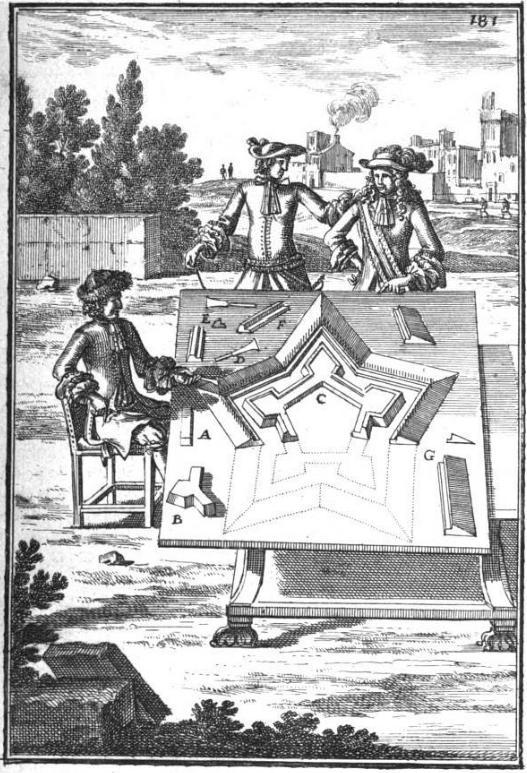
Construction d'un plan-relief au XVII (Manesson Mallet).

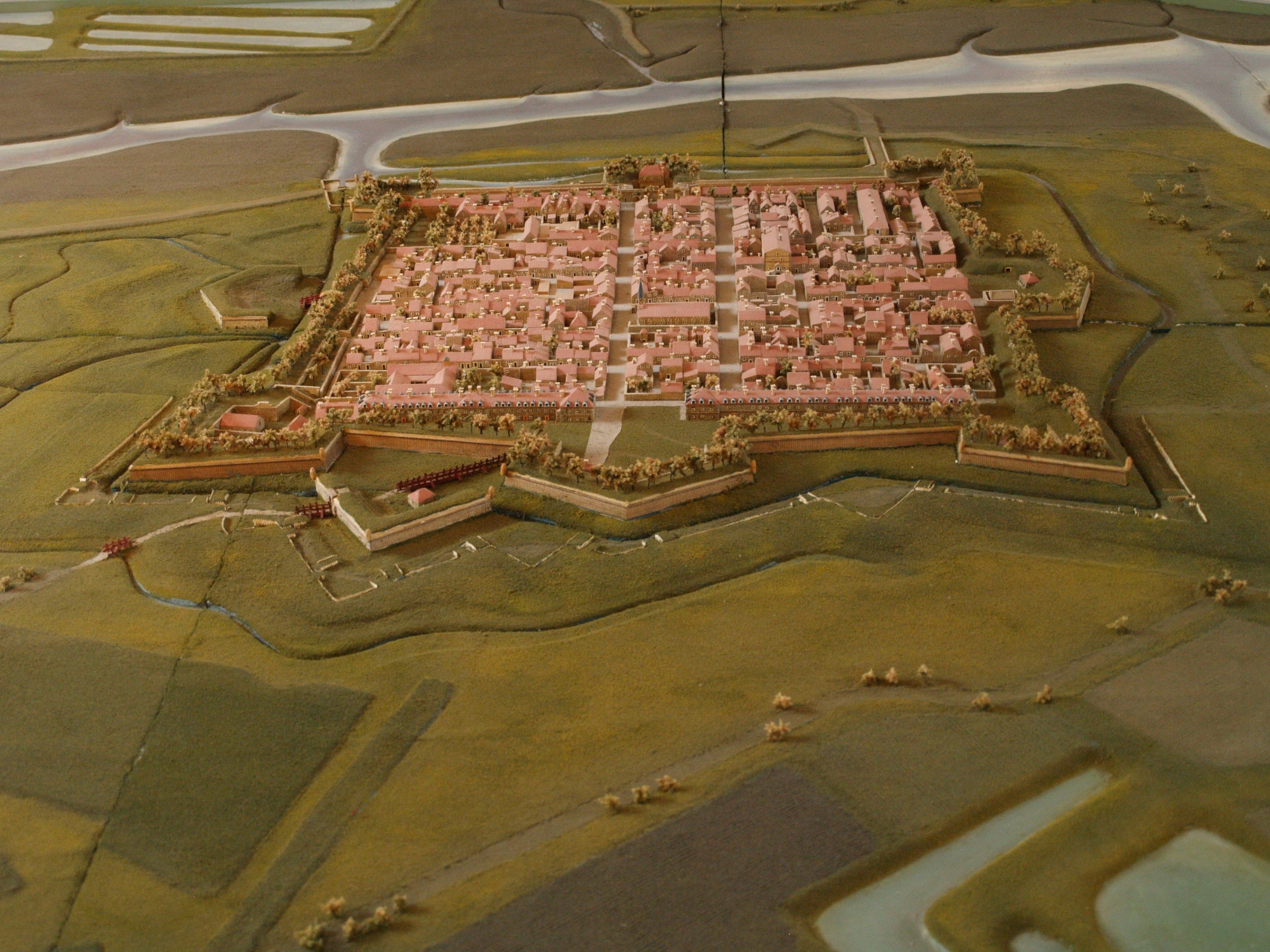
Citadelle de Brouage - reproduction du plan-relief du XVIIe siècle (exposée dans la Halle aux vivres de la citadelle.)

Il semble que les premiers plans-reliefs aient été utilisés par la république de Venise et plus généralement en Italie dès la Renaissance avec l'apparition des fortifications bastionnées et en complément de la cartographie traditionnelle.
Le tourneur sur bois Jakob Sandtner (de) (fl. 1561-1579) réalisa les plans-relief de plusieurs villes de Bavière.
En France, une collection de plans-reliefs des places fortes a été constituée en 1668 à l'initiative de Louvois ministre de la guerre de Louis XIV, le roi ne sortant plus beaucoup de son cabinet de travail à la fin de son règne. À l'échelle unique du 1/600 (ce qui correspond à l'échelle de 1 pied pour 100 toises) depuis 1680, elles constituent un témoignage de l'état de ces villes ou forteresses à cette époque. Selon l'inventaire dressé par Vauban en 1697, la collection, installée au palais des Tuileries, comportait 144 plans-reliefs. Des ingénieurs topographes réalisaient un relevé minutieux du terrain, des bâtiments (relevés au nombre de fenêtres près) puis ces données étaient livrées à des modeleurs, menuisiers (les plateaux sont en bois de chêne décoré avec de la soie, les maisons en tilleul), décorateurs qui mettaient plusieurs années à fabriquer et mettre à jour ces plans.
Ses successeurs contribuèrent à étendre la collection par nécessité opérationnelle jusqu'en 1870 où la puissance de l'artillerie nouvelle (apparition du canon rayé tirant jusqu'à 6 km) et la naissance des cartes d'état-major mettaient en cause leur utilité, mais aussi parce que ces plans ont toujours constitué des objets de prestige, comme l'attestent les plans-reliefs de Brest (1811) et de Cherbourg (1811-1813) à la taille monumentale due aux progrès de l'artillerie qui impliquait de faire figurer les forts et batteries éloignés. Tombés en désuétude, certains furent détruits mais la collection fut classée Monument historique le 22 juillet 1927.

## Affaire des plans-reliefs
En 1983, Pierre Mauroy, alors Premier ministre, souhaite accueillir à Lille la maquette de la ville entreposée dans les combles des Invalides depuis 1777. Jack Lang, ministre de la culture, propose que l'ensemble de la collection soit transférée à Lille au titre de la décentralisation, 40 plans-reliefs sur 100 concernant des villes du Nord, de Belgique et des Pays-Bas. Dans une lettre d'octobre 1984, le comité de décentralisation autorise le transfert des maquettes. Le déménagement commence en décembre 1985 et, le 17 janvier 1986, les premières maquettes arrivent à l'Hospice général de Lille. Le transfert soulève alors une vive polémique attisée par le contexte de campagne électorale des législatives de 1986 et, dès le changement de majorité, son principe est remis en cause par le nouveau gouvernement. Le conflit se dénoue par une convention conclue le 2 octobre 1987 entre l'État et la ville de Lille, qui règle le contentieux de la manière suivante : « La collection demeure propriété de l’État. Cependant l’État met en dépôt au musée des beaux-arts de Lille dix-neuf maquettes représentant des places fortes de la frontière française du Nord-Est, de Belgique et des Pays-Bas », l'essentiel de la collection devant être réinstallé à l'hôtel des Invalides, dans un musée des Plans-reliefs agrandi. Ce sont finalement  seize plans-reliefs qui sont concédés à Lille, les autres étant rapatriés à Paris.

## Conservation
- Il subsiste aujourd'hui en France une centaine de ces plans-reliefs conservés, pour la plupart, au Musée des Plans-reliefs aux Invalides
- Seize sont conservés au Palais des Beaux-Arts de Lille[8].
- Un plan-relief de Strasbourg, créé en 1727 pour Louis XV, est d'abord abrité par le Louvre[9]. Transféré aux Invalides en 1783, emporté à l'Arsenal de Berlin comme butin de guerre en 1815 (un autre est construit entre 1830 à 1836 sous la direction de Pierre Boitard, restauré et actualisé entre 1852 et 1863[10]), rendu à la France en 1902, installé au Musée historique de Strasbourg en 1922, abrité dans la crypte de la cathédrale durant la Seconde Guerre mondiale, temporairement installé à l'Ancienne Douane à l'occasion de travaux de restauration, il a aujourd'hui retrouvé sa place au Musée historique. Le second plan-relief de Strasbourg du XIXe siècle se trouve aujourd'hui à Paris, au Musée des Plans-reliefs[11].
- Le plan-relief original de Bitche (Moselle), achevé aux Invalides en 1794 et classé Monument historique en 1983, est présenté au public dans la chapelle restaurée de la Citadelle de Bitche[12] dans la Moselle. Un autre plan-relief de Bitche fut réalisé au milieu du XIXe siècle, il est aujourd'hui entreposé au Invalides.
- Une réplique du plan-relief de Metz (Moselle) est abrité dans les locaux du service urbanisme de la ville[13].
- Le plan relief de la ville forte de Douai (Nord) (1709) est conservé au musée de la Chartreuse de cette ville[14].
- Le plan relief d'Arras fut acheté au musée des plans-reliefs des Invalides en 1904 et est aujourd'hui exposé au musée des beaux-arts de la ville.
- Le Plan Lavastre, plan-relief du centre-ville de Marseille, réalisé entre 1848 et 1850 à l'échelle 1/200e, par Jean-Baptiste Fortuné Lavastre (1815-1869), documente outre l'urbanisme pré-haussmannien, les journées insurrectionnelles des 22 et 23 juin 1848 à Marseille, soit avant les émeutes de Paris.

## Galerie de plans-reliefs

### Villes ou places-fortes

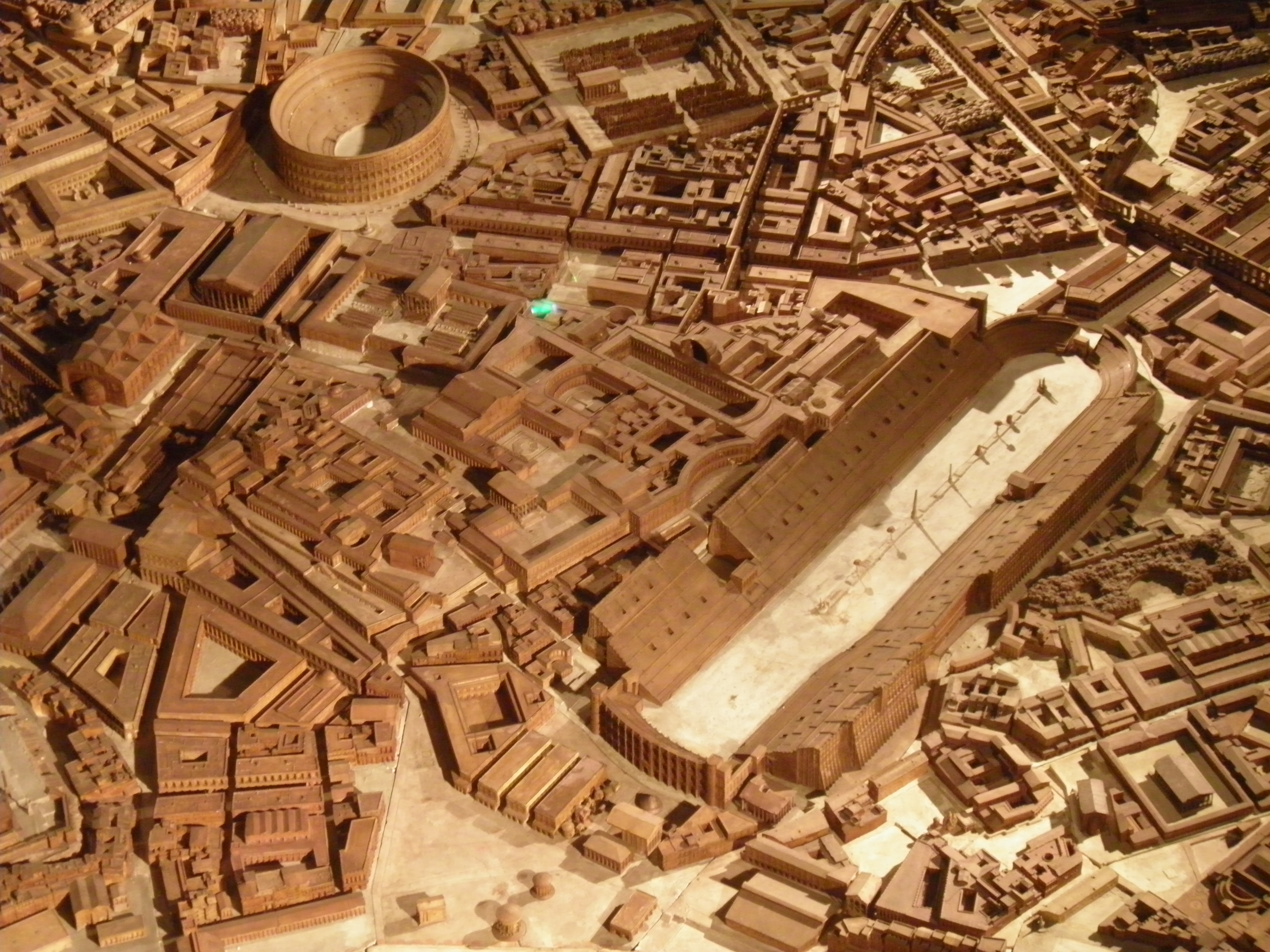
Le plan de Rome de Paul Bigot à l'université de Caen
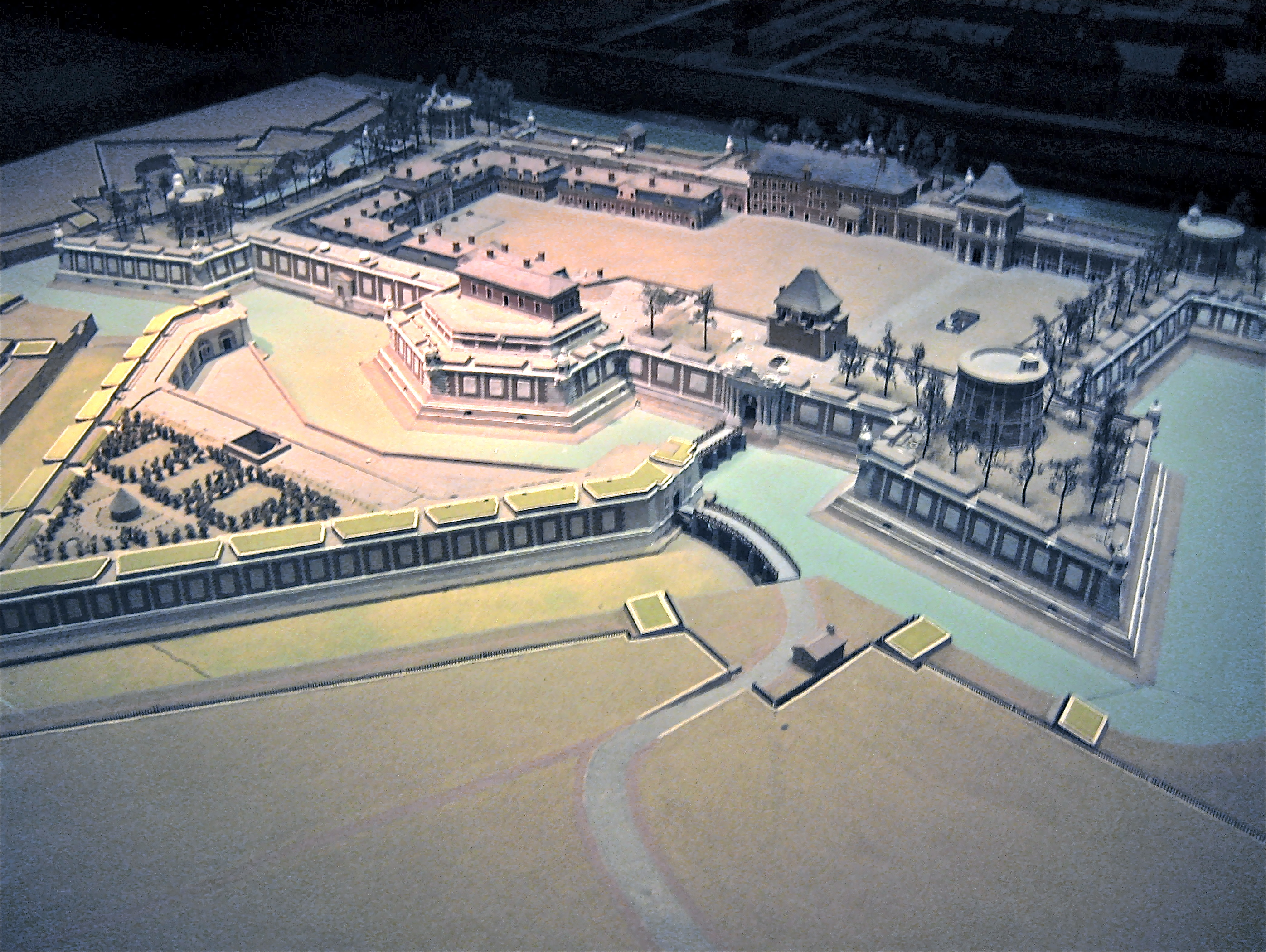
Château Trompette (Bordeaux)
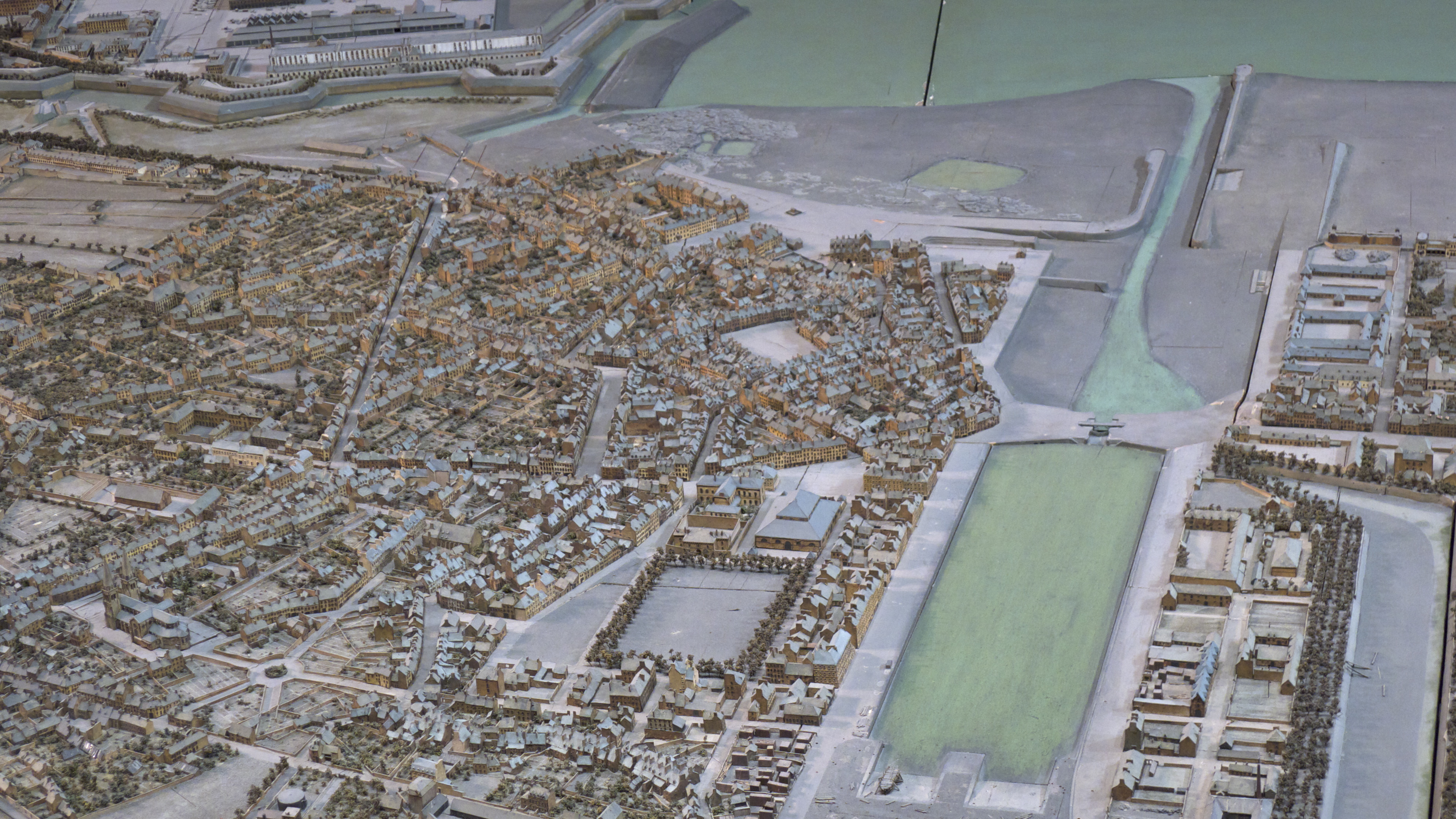
Cherbourg
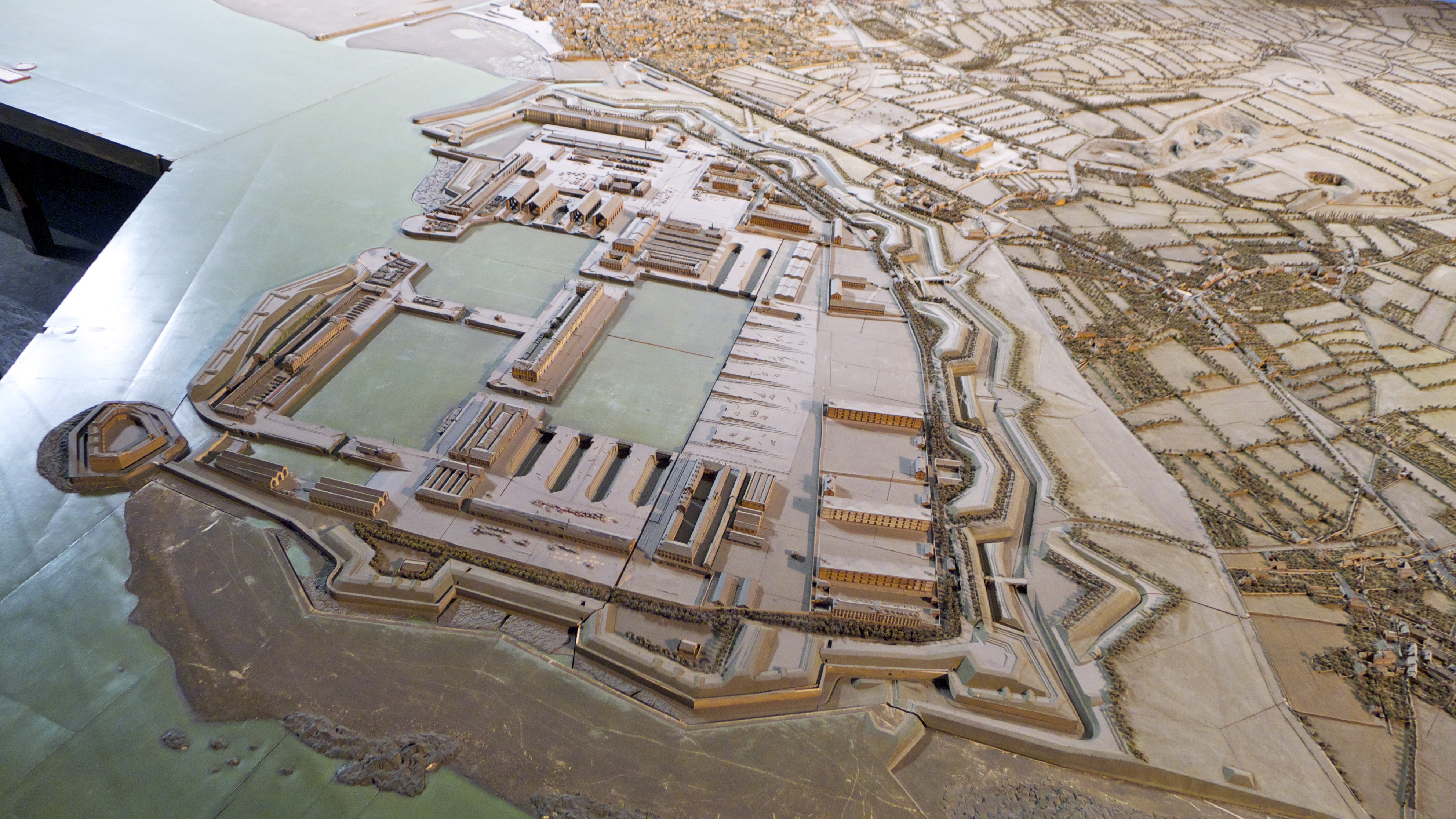
Cherbourg
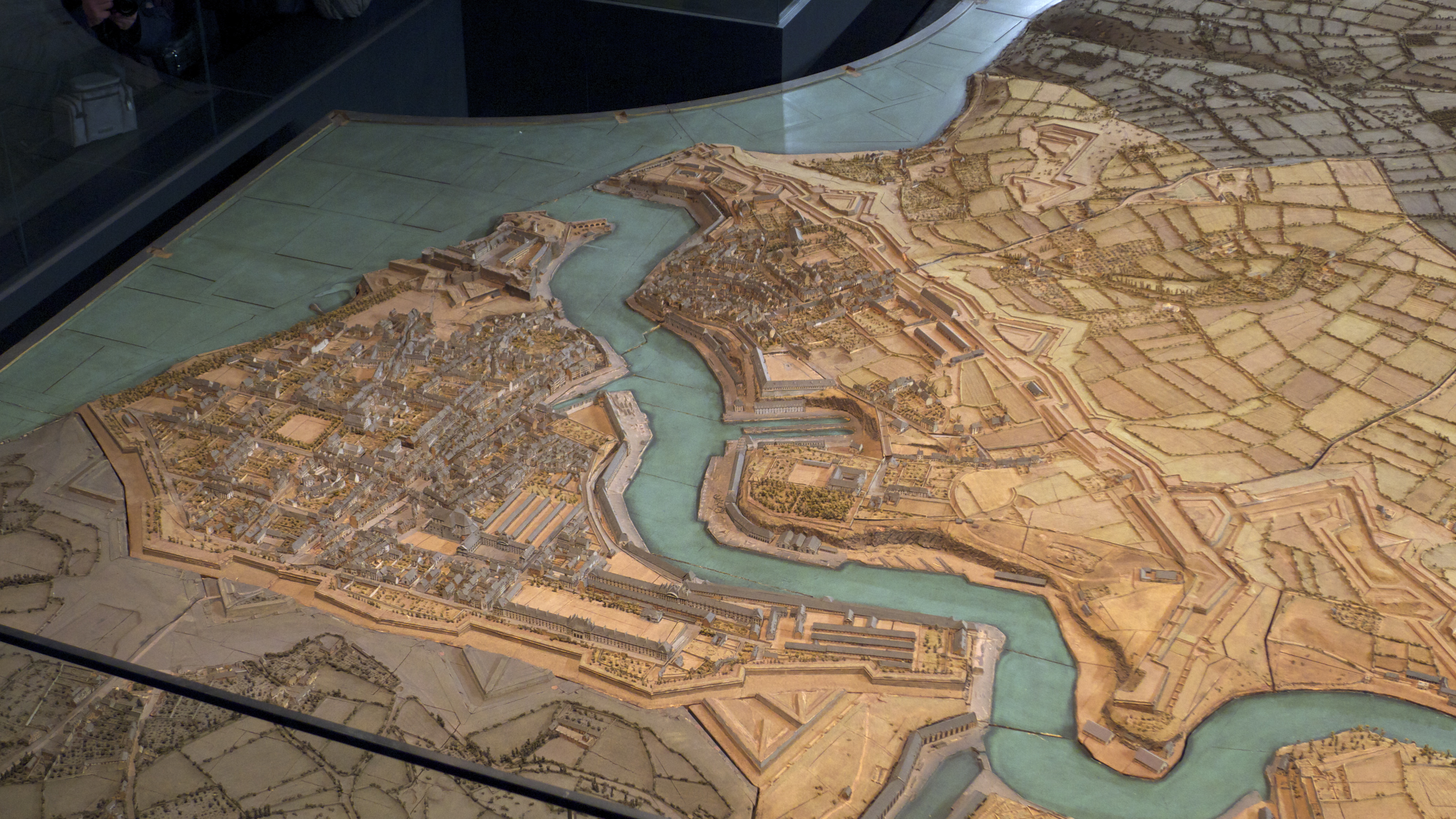
Brest
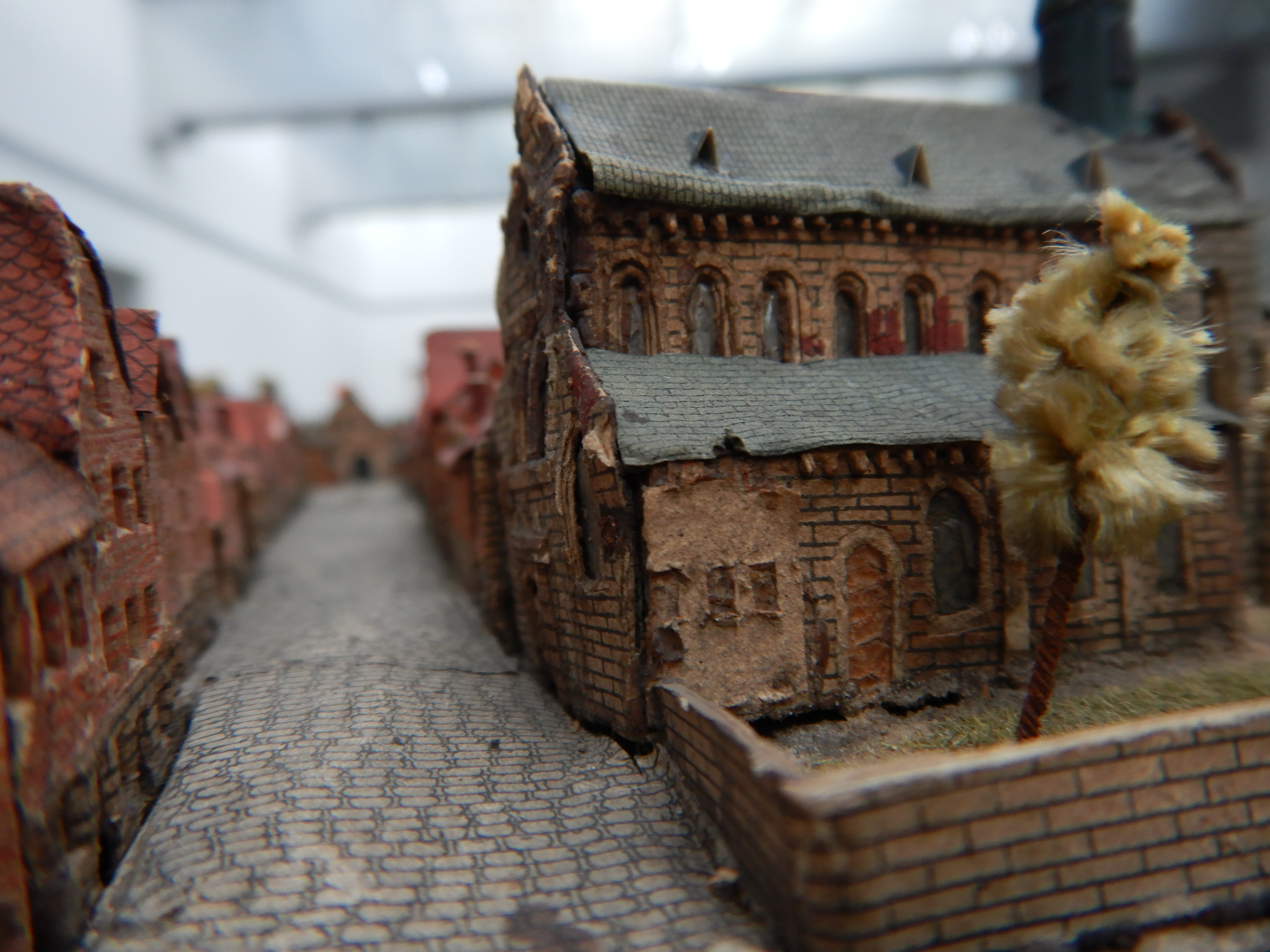
Détail d'un élément du Plan-relief de Tournai, commandé par Louis XIV, exposé au Palais des Beaux Arts de Lille.
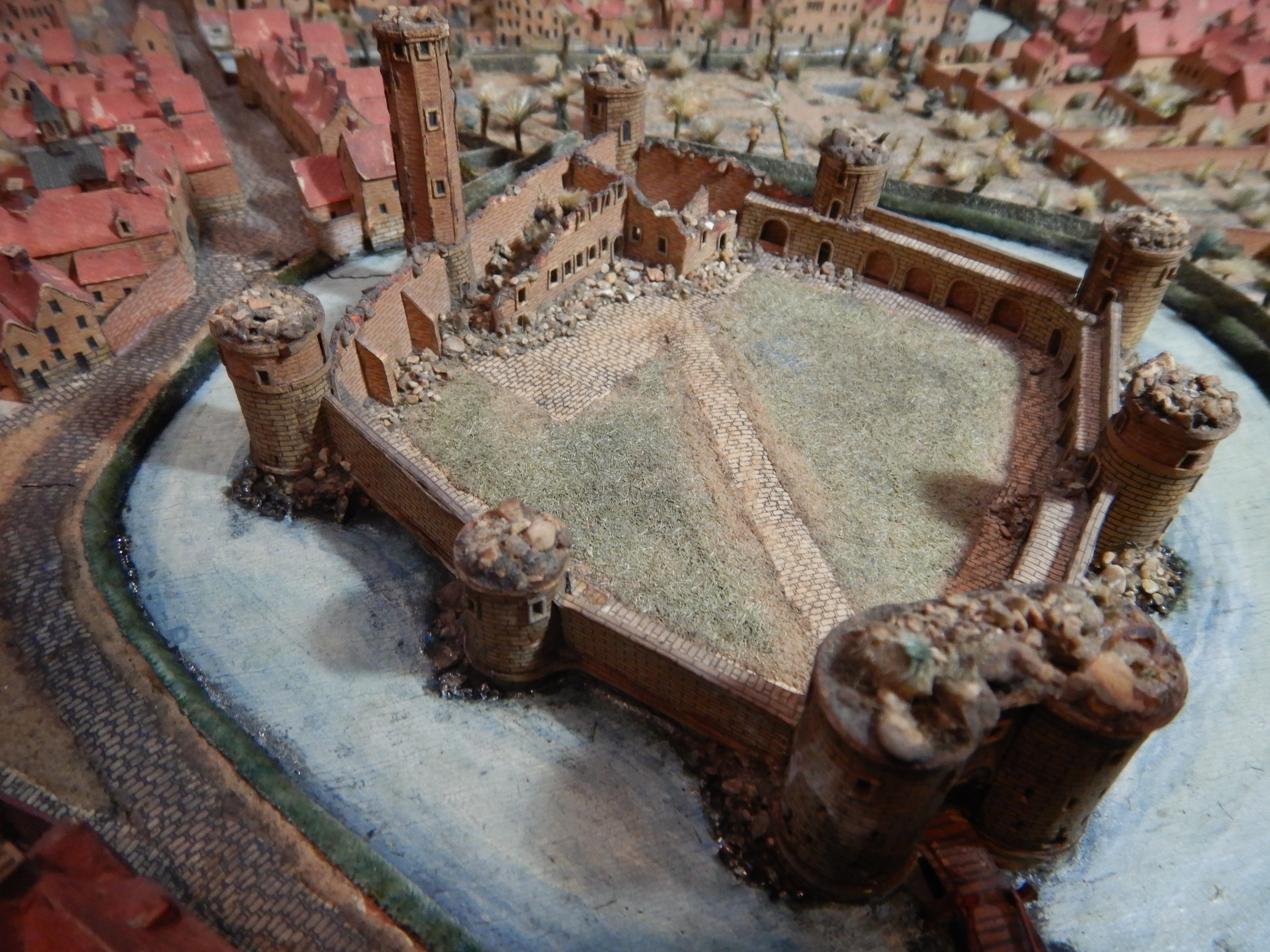
Détail de plan-relief d'Audenarde, commandé par Louis XIV, exposé au Palais des Beaux-arts de Lille.

### Galerie de maquettes de stratégie

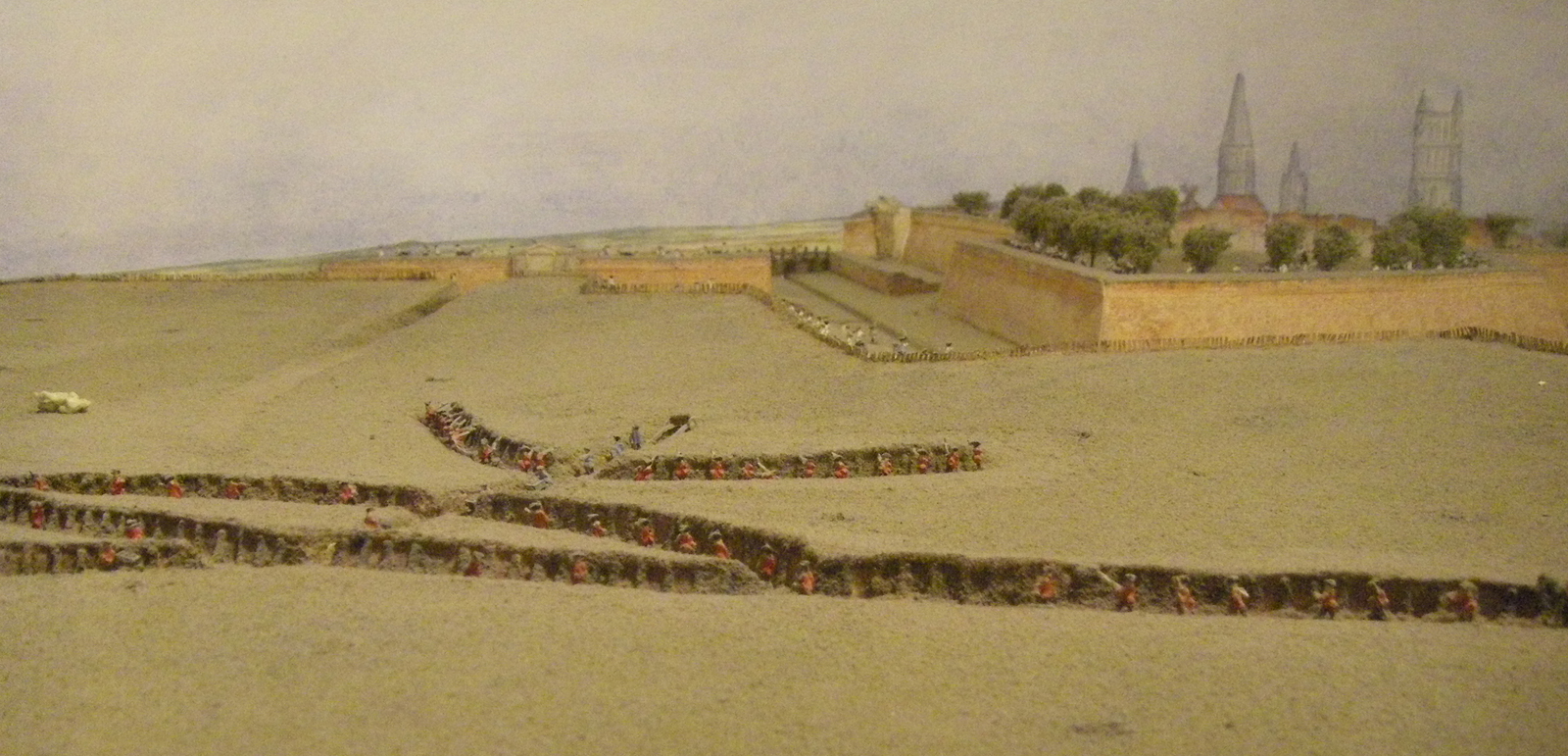
Maquette de stratégie
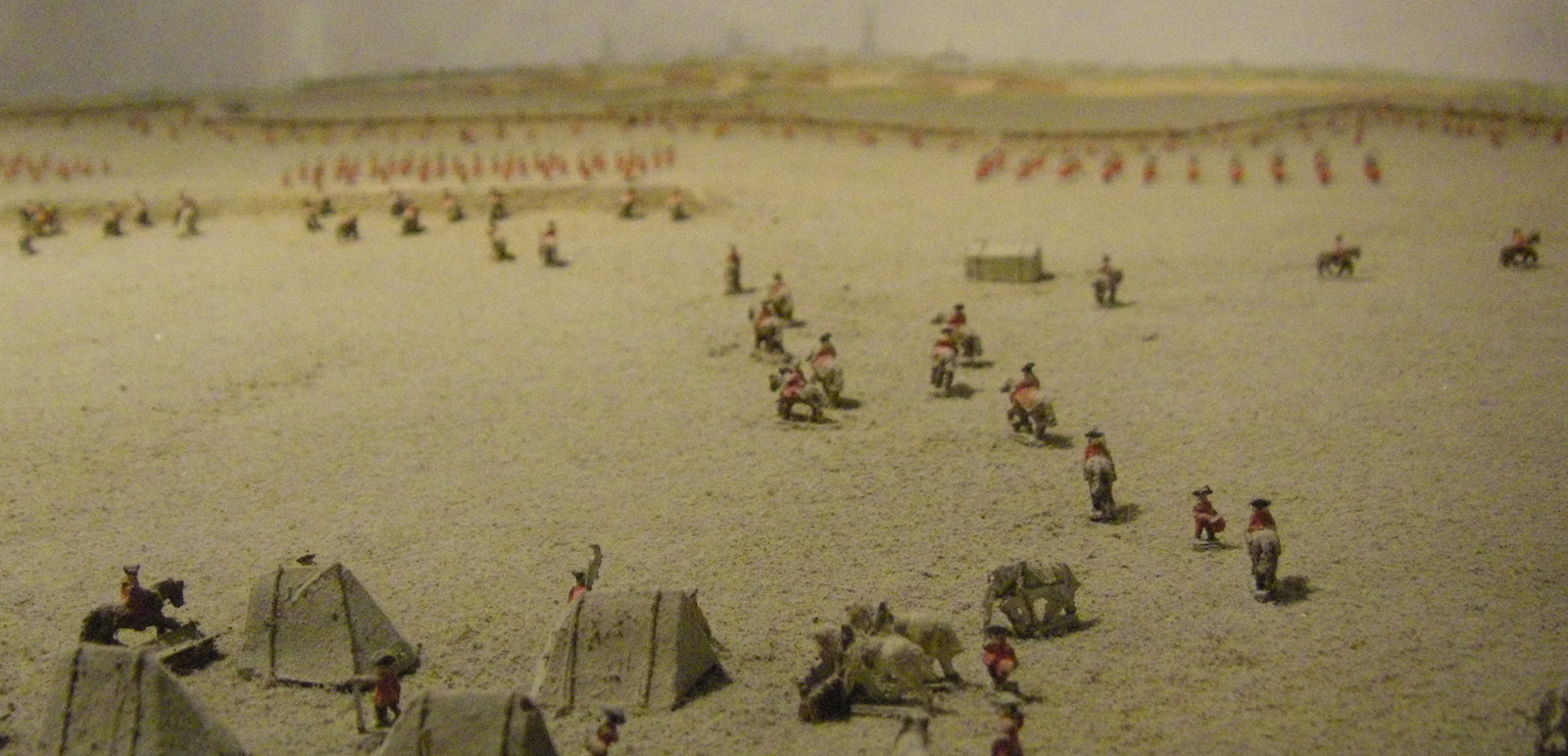
Maquette de stratégie
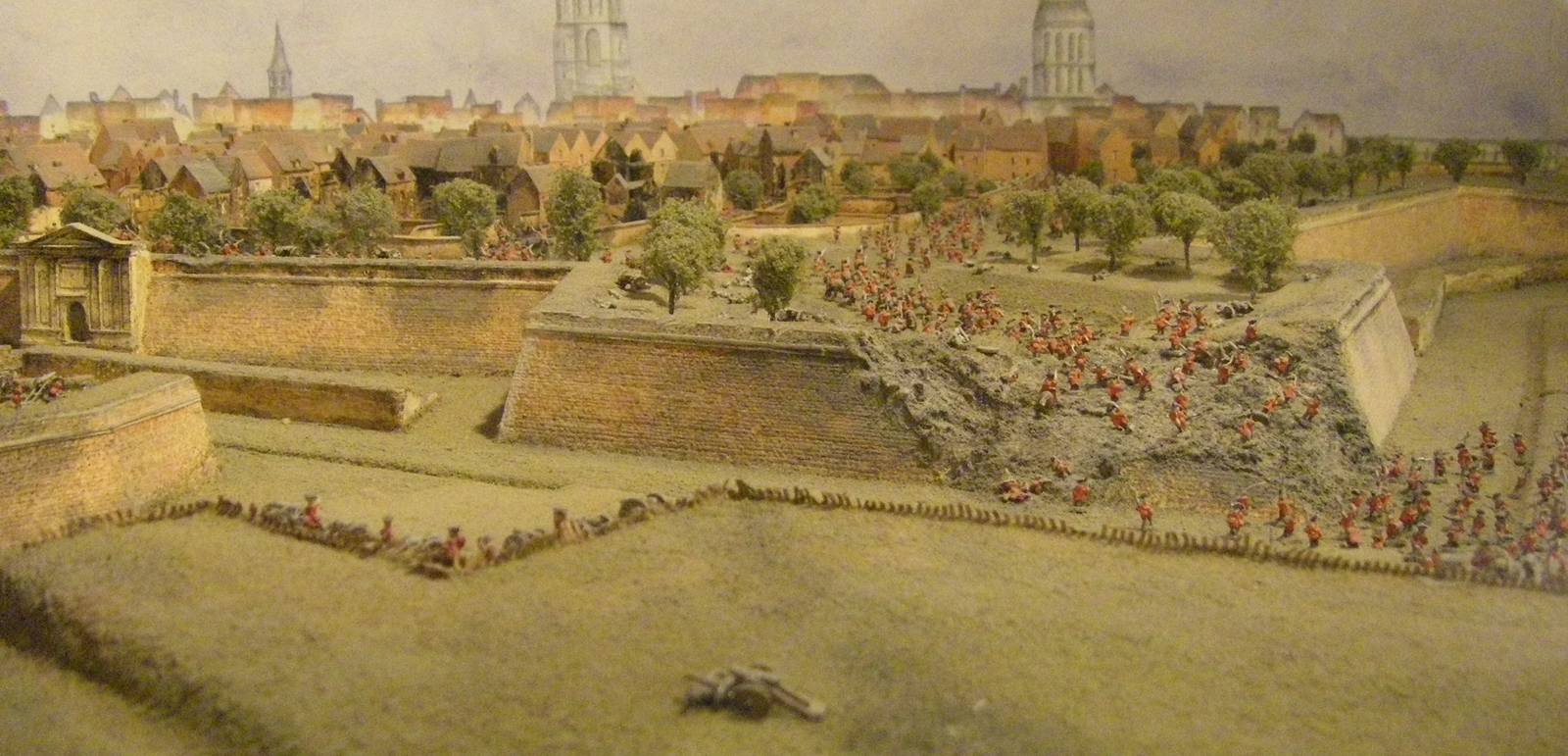
Maquette de stratégie

### Copie moderne du plan-relief ancien de Maastricht

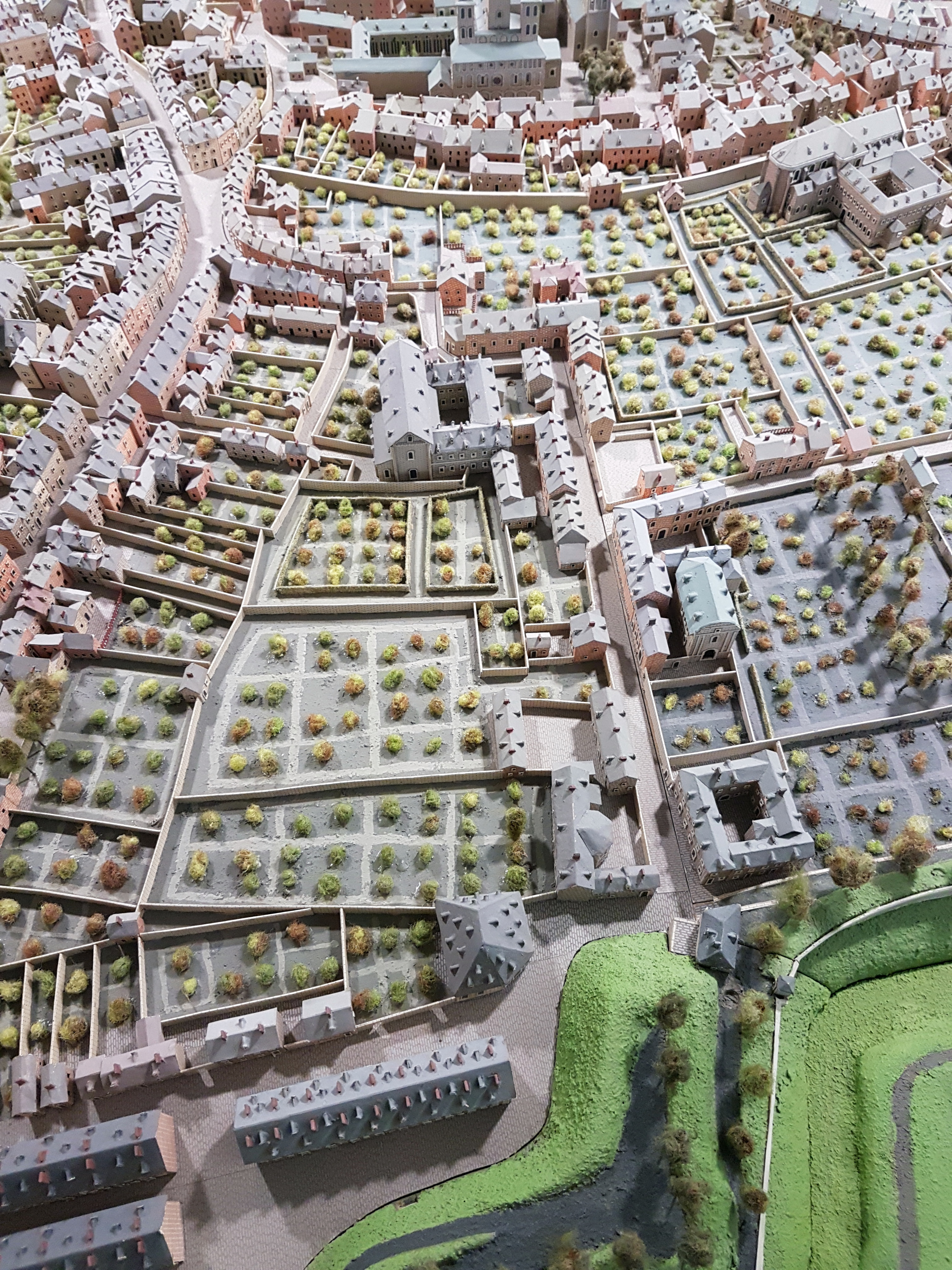
Reportage (1977) sur le Plan-relief de Maastricht
- Maastricht (Copie)
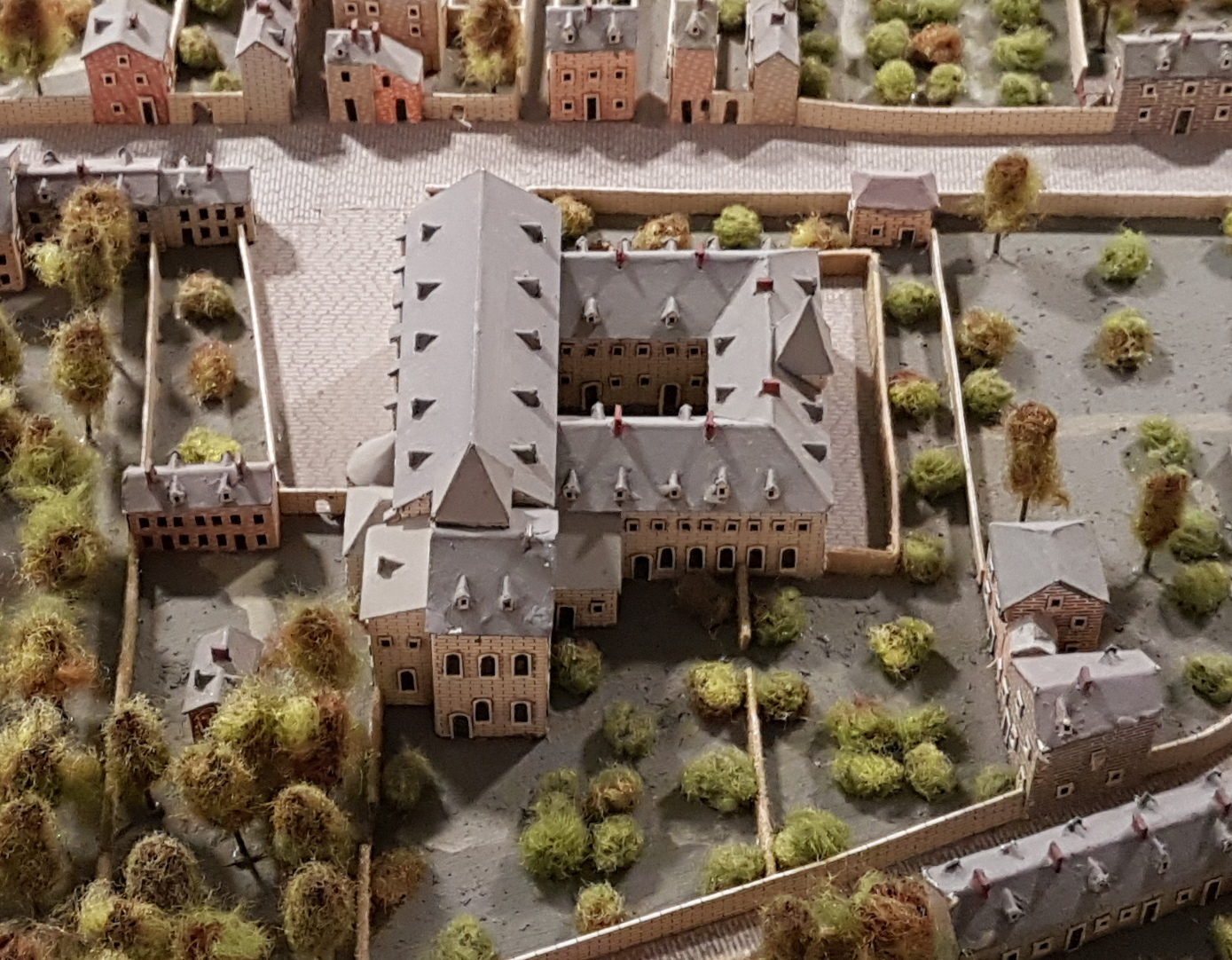
Copie du Plan relief de Maastricht
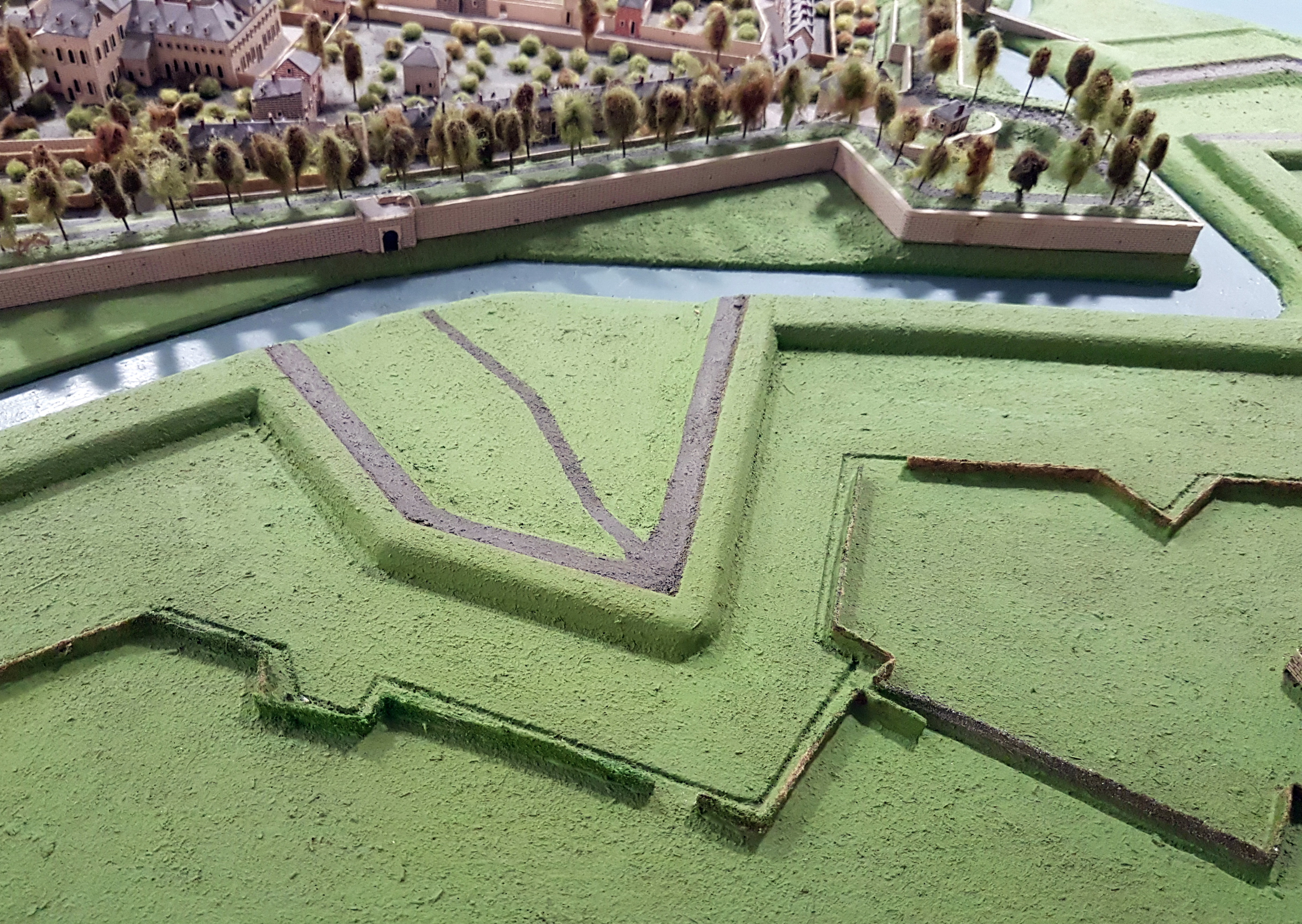
Fortifications (Copie du Plan relief de Maastricht)
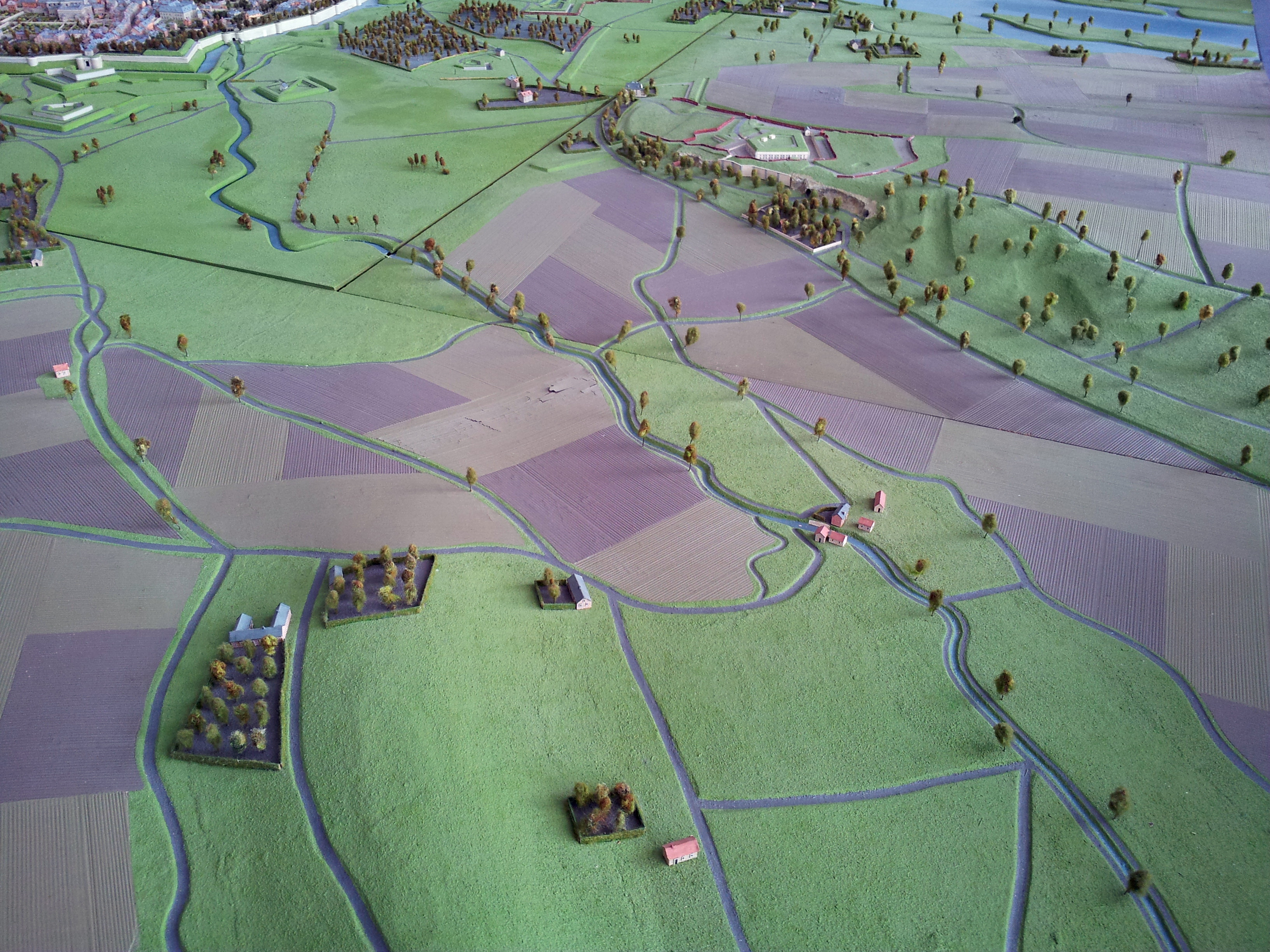
Paysage périphérique à la ville de Maastricht
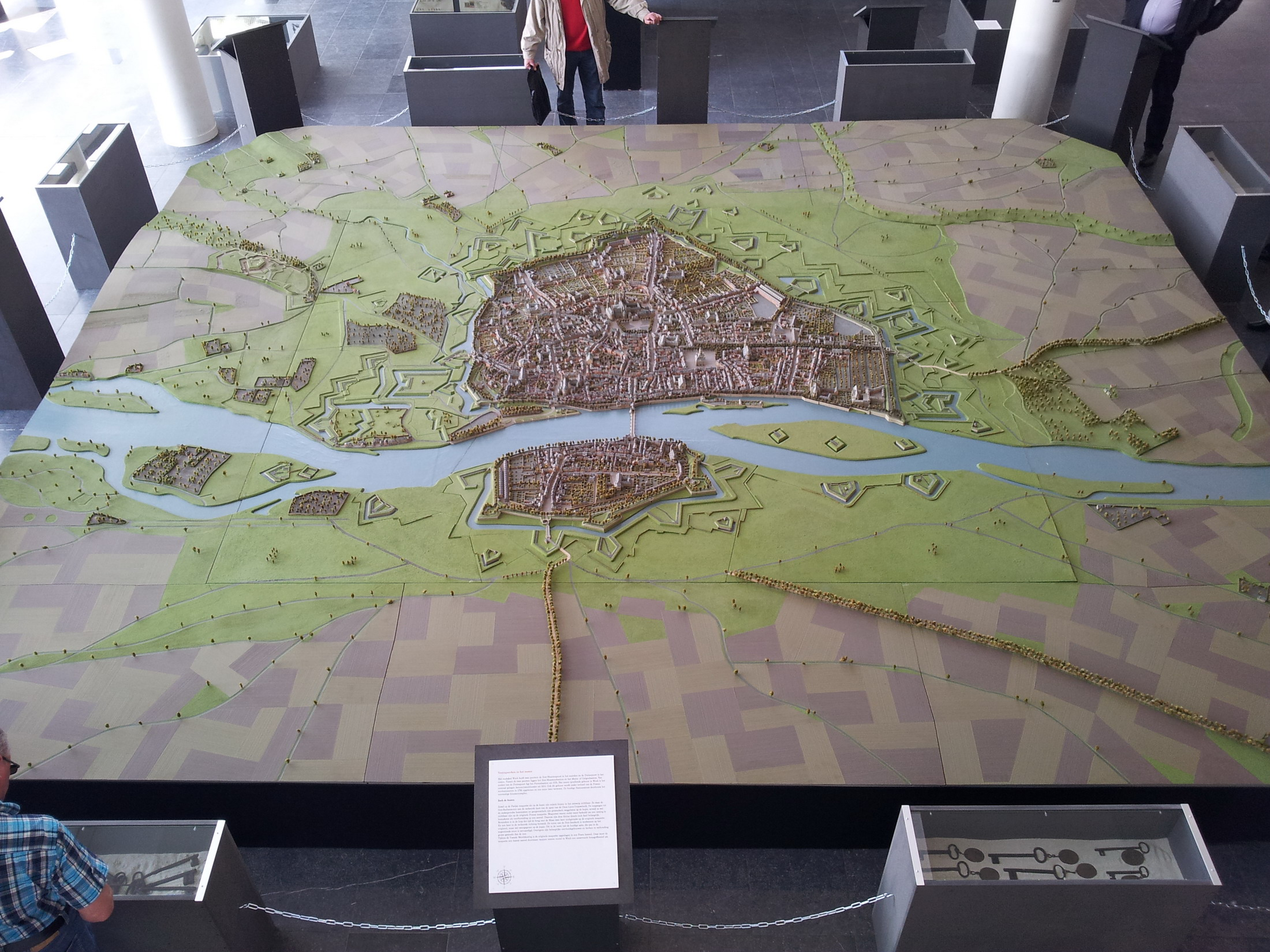
Vue générale de Maastricht

## Les plans-reliefs en bronze de Bordeaux

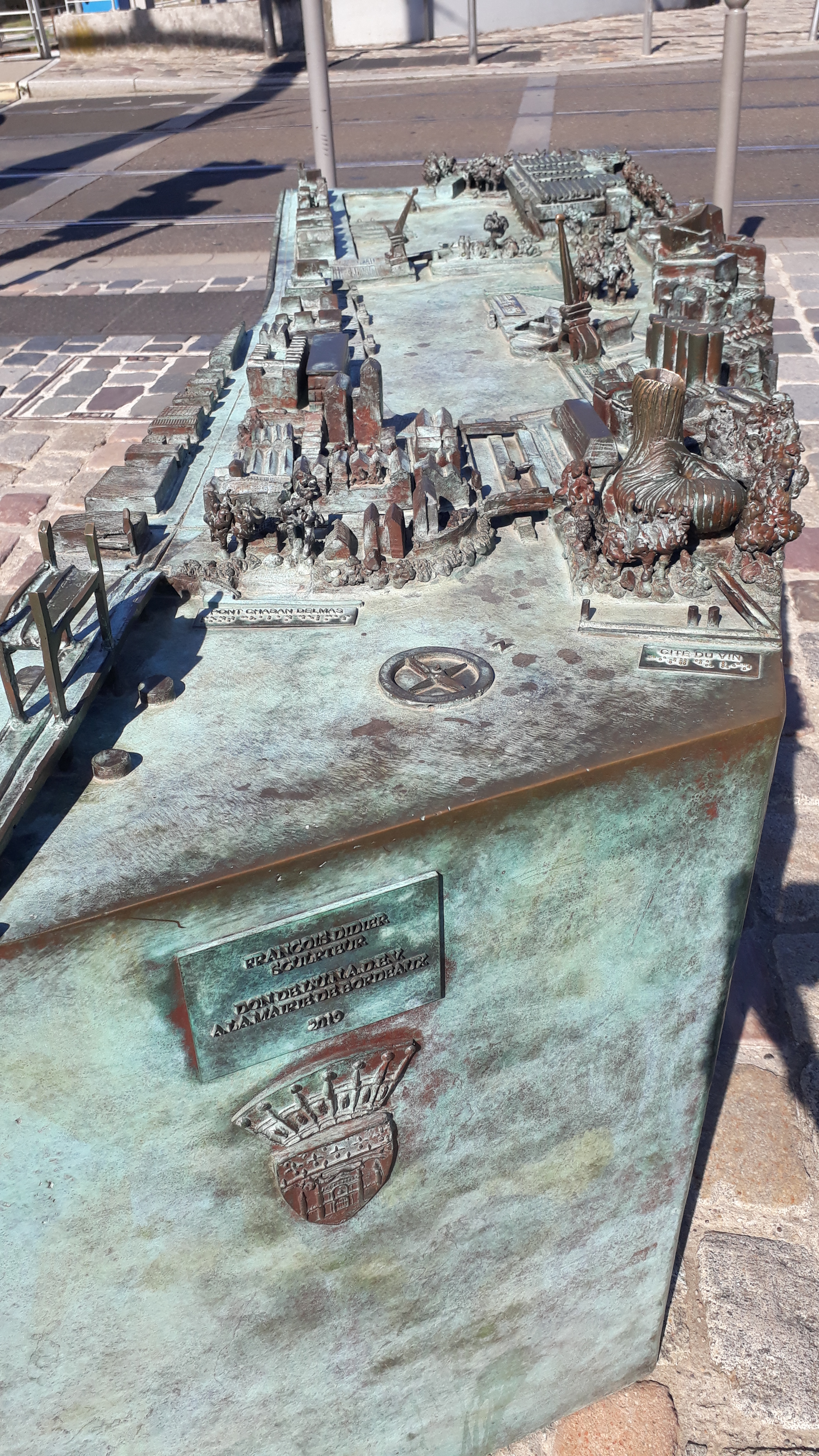
Plan-relief des Bassins à flot, construit en 2020 à Bordeaux, par François Didier.

En 2009, la ville de Bordeaux inaugure plusieurs plans-reliefs en bronze qu'elle a commandées au sculpteur girondin François Didier. Conçus en étroite collaboration avec le GIPHP (Groupement pour l’Insertion des Personnes Handicapées Physiques) et l’UNADEV (Union Nationale des Aveugles et déficients Visuels), ces plans-relief permettent aux visiteurs de découvrir d’un simple coup d’œil (pour les voyants) et par le toucher (pour les déficients visuels) l’architecture et la situation des principaux monuments présents sur trois places de Bordeaux : place de la Comédie, place du Palais et place Jean Moulin. Les sculptures en bronze, pesant chacune 300kg, ont été réalisées à la Fonderie des Cyclopes, fonderie d'art mérignacaise.
En 2020, un quatrième plan-relief est installé au pied de la Cité du vin, dans le quartier de Bacalan.

## Documentaire
- 2018 : Le retour des plans-reliefs de Valéry Gaillard.